# RMJM

RMJM (скор. від Robert Matthew Johnson Marshal) — британське архітектурне бюро. Головний офіс знаходиться у Единбурзі. Також є офіси у таких містах як Сан-Паулу, Дубай, Абу-Дабі, Тегеран, Карачі, Шанхай, Шеньчжень, Гонконг, Токіо, Стамбул, Рим, Белград, Найробі.
У червні 2017 року, RMJM придбало за 20 млн доларів США фірму Hillier Architecture, розташовану у Прінстоні, Нью-Джерсі.

## Проекти
- Лахта-центр, Санкт-Петербург, РФ

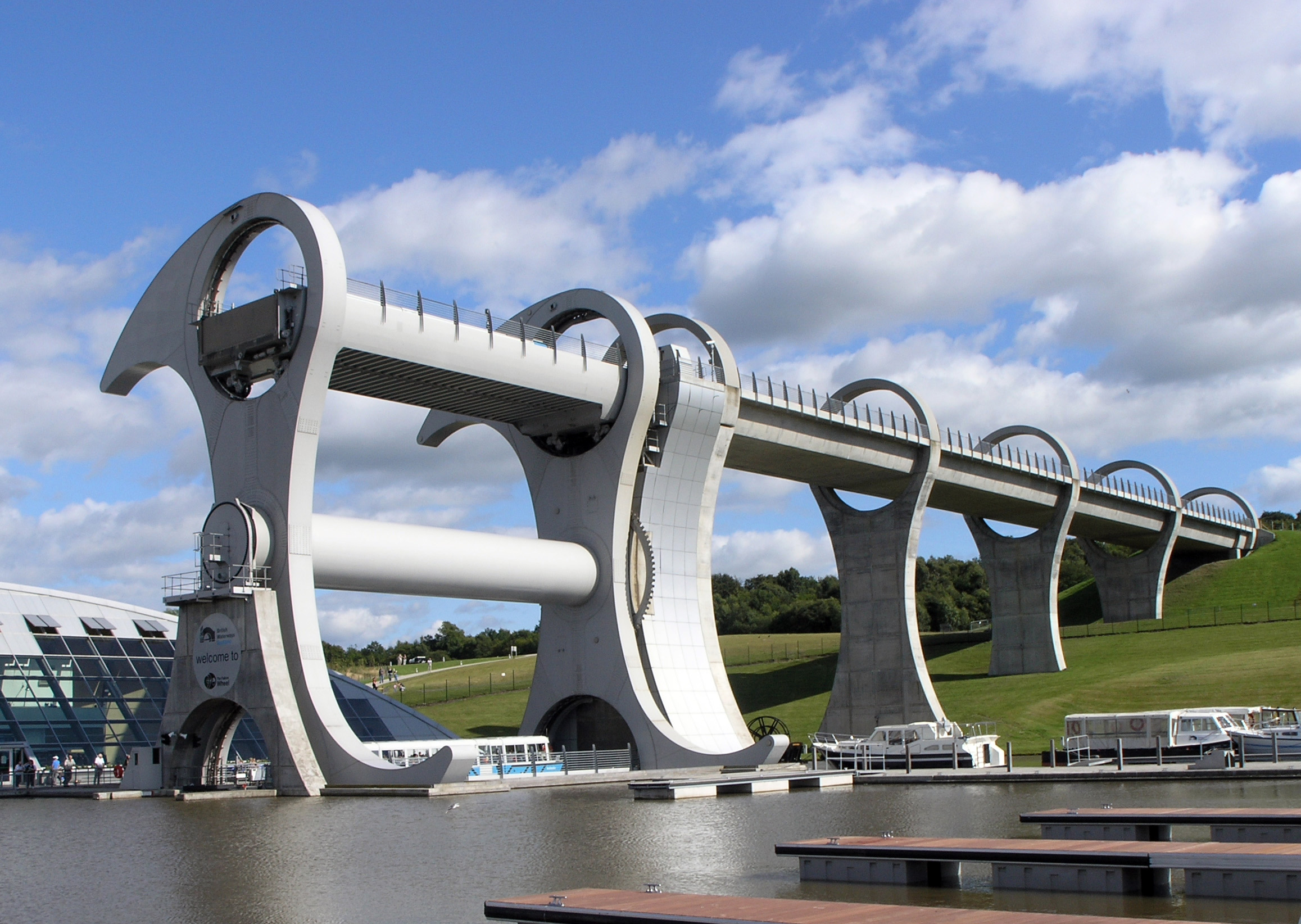
Фолкеркське колесо

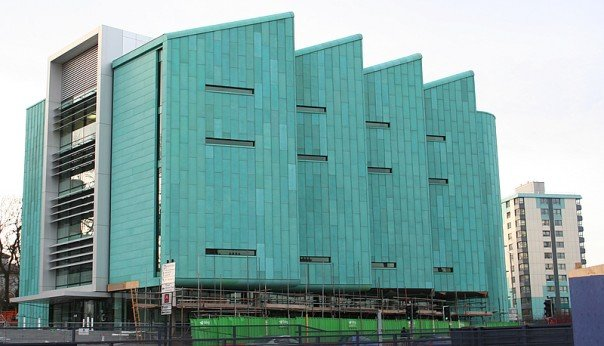
Шефілдський університет

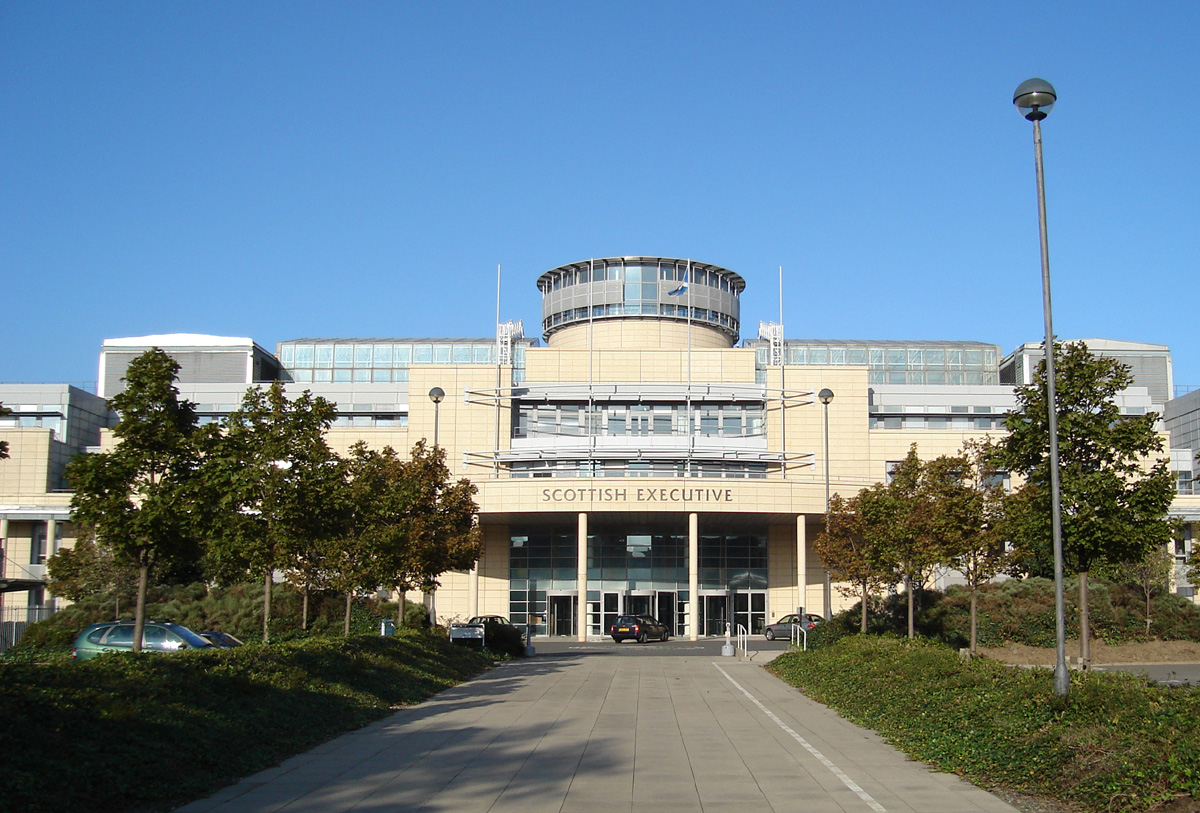
Victoria Quay

- Фолкеркське колесо, Велика Британія
- Будівля парламенту Шотландії, Единбург, Шотландія
- Міжнародний аеропорт імени Нетаджі Субхас Чандра Боса, Колката, Індія
- Олімпійський зелений центр, Пекін, Китай
- Міжнародний центр, Дубай, ОАЕ
- Capital Gate, Дубай, ОАЕ: розробка.
- Charity Hospital, Новий Орлеан, США.
- Duke-National University, Сингапур
- Штаб-квартира GlaxoSmithKline Global, Брентфорд, Велика Британія
- Sprint Corporate Campus, Канзас, США
- Капітолій штату Вірджинія, США
- Bowen Hall-Princeton Materials Institute, Принстонський університет
- Інститут Співдружності, Лондон, Велика Британія
- Кампус Йоркського університету
- Кампус Стерлінгського університету
- Victoria Quay, Единбург, Шотландія
- Tron Theatre, Глазго, Шотландія
- William Gates and Microsoft Research Buildings, Кембриджський університет
- Chemistry Research Building, Оксфордський університет
- Jewel and Esk Valley College, Единбург, Шотландія
- University Campus Suffolk
- Royal Commonwealth Pool, Единбург, Шотландія
- Deerfields Town Square, Абу-Дабі, ОАЕ
- Consulate Complex, Дубай, ОАЕ
- Information Commons, Шеффілд, Шотландія